# Ambakó Vachadze
Ambakó Avtandílovich Vachadze –en ruso, Амбако Автандилович Вачадзе– (Kutaisi, 17 de marzo de 1983) es un deportista ruso de origen georgiano que compitió en lucha grecorromana. Ganó dos medallas en el Campeonato Mundial de Lucha, oro en 2010 y bronce en 2009, y tres medallas de oro en el Campeonato Europeo de Lucha entre los años 2009 y 2011.

## Palmarés internacional
| Campeonato Mundial | Campeonato Mundial  | Campeonato Mundial | Campeonato Mundial |
| Año                | Lugar               | Medalla            | Categoría          |
| ------------------ | ------------------- | ------------------ | ------------------ |
| 2009               | Herning (Dinamarca) | Medalla de bronce  | 66 kg              |
| 2010               | Moscú (Rusia)       | Medalla de oro     | 66 kg              |
| Campeonato Europeo |                     |                    |                    |
| Año                | Lugar               | Medalla            | Categoría          |
| 2009               | Vilna (Lituania)    | Medalla de oro     | 66 kg              |
| 2010               | Bakú (Azerbaiyán)   | Medalla de oro     | 66 kg              |
| 2011               | Dortmund (Alemania) | Medalla de oro     | 66 kg              |